# Ludwig Hallwachs
Ludwig Hallwachs (* 23. Dezember 1826 in Darmstadt; † 9. Januar 1903 ebenda) war ein hessischer Richter und Politiker und Abgeordneter der 1. und 2. Kammer der Landstände des Großherzogtums Hessen.
Ludwig Hallwachs war der Sohn des Ministers und Staatsratspräsidenten Wilhelm Hallwachs und dessen dritter Ehefrau Maria Wilhelmina, geborene Sartorius (1794–1884). Hallwachs, der evangelischen Glaubens war, heiratete am 8. Juli 1855 in Darmstadt Charlotte Emilie Wilhelmine, geborene Hoffmann (1826–1863). Aus der Ehe ging der gemeinsame Sohn Wilhelm Hallwachs hervor.
Hallwachs studierte in Gießen und Heidelberg Rechtswissenschaften. Während seines Studiums war er 1844 Mitgründer der Burschenschaft Allemannia Gießen. Er wurde Gerichtsakzessist und 1853 zweiter Substitut des Staatsanwalts am Kriminalsenat der Hofgerichtes Darmstadt. 1862 wurde er Assessor mit Stimme am Hofgericht Darmstadt, wo er 1865 Hofgerichtsrat wurde. 1872 wechselte er als Ministerialrat in das Ministerium des Inneren und der Justiz in der Regierung des Großherzogtums Hessen. 1879 erhielt er den Titel eines Geheimrates und wurde 1884 Geheimer Staatsrat. 1896 wurde er pensioniert.
Von 1866 bis 1872 gehörte er der Zweiten Kammer der Landstände an. Er wurde für den Wahlbezirk der Stadt Darmstadt gewählt. 1898 wurde er zum lebenslangen Mitglied der ersten Kammer ernannt. Er war Ehrendoktor (Dr. theol. h. c.) der Universität Gießen.